# Bükkszentmárton
Bükkszentmárton è un comune dell'Ungheria di 374 abitanti (dati 2001). È situato nella contea di Heves.